# Mario Götze
Mario Götze (Memmingen, 3 juni 1992) is een Duits voetballer die doorgaans als aanvallende middenvelder speelt. Hij tekende in juni 2022 een driejarig contract bij Eintracht Frankfurt, dat hem overnam van PSV. Götze debuteerde in 2010 in het Duits voetbalelftal, dat hij in 2014 naar de wereldtitel schoot.

## Clubcarrière

### Borussia Dortmund
Götze werd op achtjarige leeftijd opgenomen in de jeugdopleiding van Borussia Dortmund. Hiervoor maakte hij op 21 november 2009 zijn debuut in de Bundesliga, tijdens een wedstrijd tegen Mainz 05 die in 0–0 eindigde. Hij kwam binnen de lijnen als vervanger voor Jakub Błaszczykowski. Tijdens de winterstop van het seizoen 2009/10, hevelde toenmalig trainer Jürgen Klopp hem definitief over naar het eerste elftal van Dortmund. Götze werd met Dortmund in zowel het seizoen 2010/11 als dat van 2011/12 Duits landskampioen. Ook behaalde hij de finale van de Champions League finale 2012/13 met de club, tegen Bayern München. Dat had Dortmund net voor de halve finale van het toernooi voor een voldongen feit gesteld door de gelimiteerde transfersom in Götzes contract te activeren en hem zo per 1 juli 2013 vast te leggen. Götze miste de (verloren) Champions League-finale tegen zijn nieuwe club vanwege een blessure.

### Bayern München
Götze tekende in 2013 een contract tot medio 2017 bij FC Bayern München. Dat betaalde €37 miljoen voor hem aan Borussia Dortmund, precies de gelimiteerde transfersom die in zijn contract stond. Dit maakte hem de duurste Duitse speler ooit, tot Arsenal een paar maanden later €50 miljoen betaalde voor Mesut Özil. Götze maakte op 24 augustus 2013 zijn officiële debuut voor Bayern München, in een met 2–0 gewonnen wedstrijd in de Bundesliga thuis tegen 1. FC Nürnberg. Zijn eerste officiële doelpunt voor de club maakte hij op 23 oktober 2013, in een met 5–0 gewonnen wedstrijd in de UEFA Champions League thuis tegen FC Viktoria Pilsen. Götze werd in zijn eerste jaar bij Bayern München kampioen van Duitsland en won daarnaast de nationale beker, de UEFA Super Cup en het WK voor clubs, georganiseerd door de FIFA. Hij werd in de volgende twee jaar opnieuw landskampioen met de club, maar werd hier nooit een onomstreden basisspeler. Dit resulteerde op het dieptepunt in een bijdrage in veertien competitiewedstrijden over het gehele seizoen 2015/16.

### Terug naar Borussia Dortmund
Götze keerde in juli 2016 terug naar Borussia Dortmund. Hier tekende hij ditmaal tot medio 2020. Media noemden verschillende bedragen die Dortmund voor hem zou hebben betaald aan Bayern München, uiteenlopend van €22 miljoen volgens Sky Sports, tot €26 miljoen volgens Kicker en €27 miljoen volgens Voetbal International. Götze werd bij Borussia ploeggenoot van onder anderen de een dag later ook aangetrokken André Schürrle, de man die hem de assist gaf in de aanval waarmee hij de finale van het WK 2014 besliste.
Götze speelde in de eerste 22 competitieronden van het seizoen 2016/17 elf wedstrijden. Hij kampte in die tijd met verschillende gezondheidsklachten. Na onderzoek bleek in februari 2017 dat hij kampte met de stofwisselingsziekte myopathie.

### PSV
Op 24 augustus 2020 kwam Götze transfervrij over naar PSV, waar hij voor twee seizoenen tekende. De Duitser kende wat blessureproblemen, maar is in Eindhoven doorgaans basisspeler.
Op 7 augustus 2021 won hij zijn eerste prijs met PSV door Ajax te verslaan om de Johan Cruijff Schaal 2021. Daarin maakte Götze de 0–4, wat tevens de eindstand werd. Op 17 april 2022 won hij met de club de KNVB Beker, door wederom Ajax in de finale te verslaan met ditmaal 2–1. Na afloop van het seizoen verliet hij de Eindhovenaren en keerde hij terug naar Duitsland.

### Eintracht Frankfurt
Eintracht Frankfurt maakte op 21 juni 2022 bekend Götze over te nemen van PSV. Hij tekende daar een driejarig contract.

## Clubstatistieken

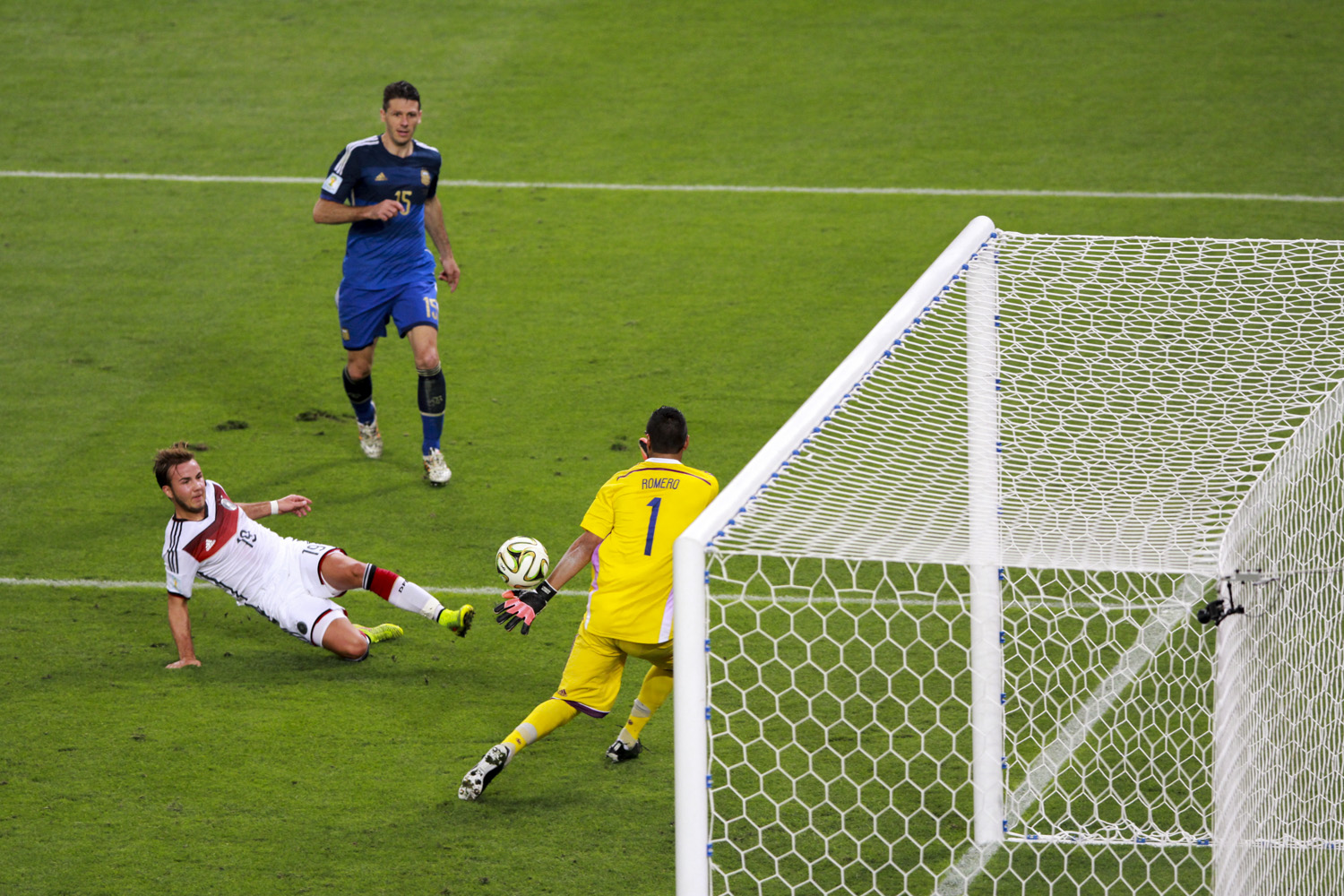
Götze maakte het enige en winnende doelpunt in de WK-finale van 2014 tegen Argentinië.

| Seizoen     | Club                | Competitie  | Competitie | Competitie | Competitie | Beker | Beker | Beker | Europa | Europa | Europa | Totaal | Totaal | Totaal |
| Seizoen     | Club                | Competitie  | Wed.       | Dlp.       | Ass.       | Wed.  | Dlp.  | Ass.  | Wed.   | Dlp.   | Ass.   | Wed.   | Dlp.   | Ass.   |
| ----------- | ------------------- | ----------- | ---------- | ---------- | ---------- | ----- | ----- | ----- | ------ | ------ | ------ | ------ | ------ | ------ |
| 2009/10     | Borussia Dortmund   | Bundesliga  | 5          | 0          | 0          | 0     | 0     | 0     | —      | —      | —      | 5      | 0      | 2      |
| 2010/11     | Borussia Dortmund   | Bundesliga  | 33         | 6          | 15         | 2     | 0     | 0     | 6      | 2      | 1      | 41     | 8      | 16     |
| 2011/12     | Borussia Dortmund   | Bundesliga  | 17         | 6          | 5          | 3     | 1     | 1     | 6      | 0      | 2      | 26     | 7      | 8      |
| 2012/13     | Borussia Dortmund   | Bundesliga  | 28         | 10         | 12         | 5     | 4     | 0     | 11     | 2      | 8      | 44     | 16     | 20     |
| Club Totaal | Club Totaal         | Club Totaal | 83         | 22         | 32         | 10    | 5     | 1     | 23     | 4      | 11     | 116    | 31     | 46     |
| 2013/14     | Bayern München      | Bundesliga  | 27         | 10         | 9          | 4     | 1     | 3     | 14     | 4      | 1      | 45     | 15     | 13     |
| 2014/15     | Bayern München      | Bundesliga  | 32         | 9          | 4          | 5     | 2     | 0     | 11     | 4      | 3      | 48     | 15     | 7      |
| 2015/16     | Bayern München      | Bundesliga  | 14         | 3          | 4          | 3     | 1     | 0     | 4      | 2      | 0      | 21     | 6      | 4      |
| Club Totaal | Club Totaal         | Club Totaal | 73         | 22         | 17         | 12    | 4     | 3     | 29     | 10     | 4      | 114    | 36     | 24     |
| 2016/17     | Borussia Dortmund   | Bundesliga  | 11         | 1          | 1          | 1     | 0     | 0     | 4      | 1      | 1      | 16     | 2      | 2      |
| 2017/18     | Borussia Dortmund   | Bundesliga  | 23         | 2          | 4          | 0     | 0     | 0     | 9      | 0      | 3      | 32     | 2      | 7      |
| 2018/19     | Borussia Dortmund   | Bundesliga  | 26         | 7          | 7          | 2     | 0     | 0     | 6      | 0      | 0      | 34     | 7      | 7      |
| 2019/20     | Borussia Dortmund   | Bundesliga  | 15         | 3          | 0          | 2     | 0     | 0     | 4      | 0      | 1      | 21     | 3      | 1      |
| Club Totaal | Club Totaal         | Club Totaal | 158        | 35         | 44         | 15    | 5     | 1     | 46     | 5      | 16     | 219    | 45     | 61     |
| 2020/21     | PSV                 | Eredivisie  | 18         | 5          | 6          | 1     | 0     | 1     | 6      | 1      | 0      | 25     | 6      | 7      |
| 2021/22     | PSV                 | Eredivisie  | 29         | 4          | 4          | 6     | 3     | 1     | 17     | 5      | 6      | 52     | 12     | 11     |
| Club Totaal | Club Totaal         | Club Totaal | 47         | 9          | 10         | 7     | 3     | 2     | 23     | 6      | 6      | 77     | 18     | 18     |
| 2022/23     | Eintracht Frankfurt | Bundesliga  | 32         | 3          | 2          | 6     | 0     | 5     | 8      | 0      | 2      | 46     | 3      | 9      |
| 2023/24     | Eintracht Frankfurt | Bundesliga  | 30         | 3          | 2          | 2     | 1     | 0     | 9      | 0      | 2      | 41     | 4      | 4      |
| 2024/25     | Eintracht Frankfurt | Bundesliga  | 8          | 1          | 1          | 2     | 0     | 0     | 2      | 0      | 0      | 12     | 1      | 1      |
| Club Totaal | Club Totaal         | Club Totaal | 70         | 7          | 5          | 10    | 1     | 5     | 19     | 0      | 4      | 99     | 8      | 14     |
| TOTAAL      | TOTAAL              | TOTAAL      | 348        | 73         | 76         | 44    | 13    | 11    | 117    | 21     | 30     | 509    | 107    | 117    |

Bijgewerkt t/m 22 november 2024.

## Interlandcarrière
Na het doorlopen van verschillende nationale jeugdteams werd Götze in 2010 opgeroepen voor het Duits voetbalelftal. Op 17 november 2010 debuteerde hij hiervoor, tegen Zweden. Hij viel die dag in de 78e minuut in voor Kevin Großkreutz. Met Duitsland nam hij deel aan het Europees kampioenschap voetbal 2012 en het wereldkampioenschap voetbal 2014. In de finale van dat laatste toernooi tegen Argentinië maakte Götze in de verlenging het winnende doelpunt, op aangeven van André Schürrle. Met het Duits elftal nam hij in 2016 deel aan het Europees kampioenschap voetbal in Frankrijk. Duitsland werd in de halve finale uitgeschakeld door Frankrijk (0–2), na in de eerdere twee knock-outwedstrijden Slowakije (3–0) en Italië (1–1, 6–5 na strafschoppen) te hebben verslagen. Op 14 november 2017 speelde hij zijn laatste interland voor een afwezigheid van 5 jaar.
Na vijf jaar afwezigheid werd hij weer geselecteerd voor het WK 2022. Hij mocht invallen in de eerste wedstrijd tegen Japan, die met 1-2 door Duitsland werd verloren. In het laatste groepsduel met Costa Rica mocht hij ook invallen. Ondanks een 4-2 overwinning werd Duitsland uitgeschakeld in de groepsfase.
| Interlands van Mario Götze voor Duitsland | Interlands van Mario Götze voor Duitsland | Interlands van Mario Götze voor Duitsland | Interlands van Mario Götze voor Duitsland | Interlands van Mario Götze voor Duitsland | Interlands van Mario Götze voor Duitsland | Interlands van Mario Götze voor Duitsland |
| №                                         | Datum                                     | Wedstrijd                                 | Uitslag                                   | Competitie                                | Goals                                     |                                           |
| Als speler bij Borussia Dortmund          | Als speler bij Borussia Dortmund          | Als speler bij Borussia Dortmund          | Als speler bij Borussia Dortmund          | Als speler bij Borussia Dortmund          | Als speler bij Borussia Dortmund          |                                           |
| ----------------------------------------- | ----------------------------------------- | ----------------------------------------- | ----------------------------------------- | ----------------------------------------- | ----------------------------------------- | ----------------------------------------- |
| 1.                                        | 17 november 2010                          | Zweden – Duitsland                        | 0 – 0                                     | Vriendschappelijk                         |                                           |                                           |
| 2.                                        | 9 februari 2011                           | Duitsland – Italië                        | 1 – 1                                     | Vriendschappelijk                         |                                           |                                           |
| 3.                                        | 26 maart 2011                             | Duitsland – Kazachstan                    | 4 – 0                                     | Kwalificatie EK 2012                      |                                           |                                           |
| 4.                                        | 29 maart 2011                             | Duitsland – Australië                     | 1 – 2                                     | Vriendschappelijk                         |                                           |                                           |
| 5.                                        | 29 mei 2011                               | Duitsland – Uruguay                       | 2 – 1                                     | Vriendschappelijk                         |                                           |                                           |
| 6.                                        | 7 juni 2011                               | Azerbeidzjan – Duitsland                  | 1 – 3                                     | Kwalificatie EK 2012                      |                                           |                                           |
| 7.                                        | 10 augustus 2011                          | Duitsland – Brazilië                      | 3 – 2                                     | Vriendschappelijk                         | 67'                                       |                                           |
| 8.                                        | 2 september 2011                          | Duitsland – Oostenrijk                    | 6 – 2                                     | Kwalificatie EK 2012                      | 88'                                       |                                           |
| 9.                                        | 6 september 2011                          | Polen – Duitsland                         | 2 – 2                                     | Vriendschappelijk                         |                                           |                                           |
| 10.                                       | 7 oktober 2011                            | Turkije – Duitsland                       | 1 – 3                                     | Kwalificatie EK 2012                      |                                           |                                           |
| 11.                                       | 11 november 2011                          | Oekraïne – Duitsland                      | 3 – 3                                     | Vriendschappelijk                         |                                           |                                           |
| 12.                                       | 15 november 2011                          | Duitsland – Nederland                     | 3 – 0                                     | Vriendschappelijk                         |                                           |                                           |
| 13.                                       | 26 mei 2012                               | Zwitserland – Duitsland                   | 5 – 3                                     | Vriendschappelijk                         |                                           |                                           |
| 14.                                       | 31 mei 2012                               | Duitsland – Israël                        | 2 – 0                                     | Vriendschappelijk                         |                                           |                                           |
| 15.                                       | 22 juni 2012                              | Duitsland – Griekenland                   | 4 – 2                                     | EK 2012                                   |                                           |                                           |
| 16.                                       | 15 augustus 2012                          | Duitsland – Argentinië                    | 1 – 3                                     | Vriendschappelijk                         |                                           |                                           |
| 17.                                       | 7 september 2012                          | Duitsland – Faeröer                       | 3 – 0                                     | Kwalificatie WK 2014                      | 28'                                       |                                           |
| 18.                                       | 11 september 2012                         | Oostenrijk – Duitsland                    | 1 – 2                                     | Kwalificatie WK 2014                      |                                           |                                           |
| 19.                                       | 16 oktober 2012                           | Duitsland – Zweden                        | 4 – 4                                     | Kwalificatie WK 2014                      |                                           |                                           |
| 20.                                       | 14 november 2012                          | Nederland – Duitsland                     | 0 – 0                                     | Vriendschappelijk                         |                                           |                                           |
| 21.                                       | 22 maart 2013                             | Kazachstan – Duitsland                    | 0 – 3                                     | Kwalificatie WK 2014                      | 22'                                       |                                           |
| 22.                                       | 26 maart 2013                             | Duitsland – Kazachstan                    | 4 – 1                                     | Kwalificatie WK 2014                      | 27'                                       |                                           |
| Als speler bij Bayern München             |                                           |                                           |                                           |                                           |                                           |                                           |
| 23.                                       | 11 oktober 2013                           | Duitsland – Ierland                       | 3 – 0                                     | Kwalificatie WK 2014                      |                                           |                                           |
| 24.                                       | 15 oktober 2013                           | Zweden – Duitsland                        | 3 – 5                                     | Kwalificatie WK 2014                      | 52'                                       |                                           |
| 25.                                       | 15 november 2013                          | Italië – Duitsland                        | 1 – 1                                     | Vriendschappelijk                         |                                           |                                           |
| 26.                                       | 19 november 2013                          | Engeland – Duitsland                      | 0 – 1                                     | Vriendschappelijk                         |                                           |                                           |
| 27.                                       | 5 maart 2014                              | Duitsland – Chili                         | 1 – 0                                     | Vriendschappelijk                         | 16'                                       |                                           |
| 28.                                       | 1 juni 2014                               | Duitsland – Kameroen                      | 2 – 2                                     | Vriendschappelijk                         |                                           |                                           |
| 29.                                       | 6 juni 2014                               | Duitsland – Armenië                       | 6 – 1                                     | Vriendschappelijk                         | 82', 89'                                  |                                           |
| 30.                                       | 16 juni 2014                              | Duitsland – Portugal                      | 4 – 0                                     | WK 2014                                   |                                           |                                           |
| 31.                                       | 21 juni 2014                              | Duitsland – Ghana                         | 2 – 2                                     | WK 2014                                   | 51'                                       |                                           |
| 32.                                       | 26 juni 2014                              | Verenigde Staten – Duitsland              | 0 – 1                                     | WK 2014                                   |                                           |                                           |
| 33.                                       | 30 juni 2014                              | Duitsland – Algerije                      | 2 – 1                                     | WK 2014                                   |                                           |                                           |
| 34.                                       | 4 juli 2014                               | Frankrijk – Duitsland                     | 0 – 1                                     | WK 2014                                   |                                           |                                           |
| 35.                                       | 13 juli 2014                              | Duitsland – Argentinië                    | 1 – 0 n.v.                                | WK 2014                                   | 113'                                      |                                           |
| 36.                                       | 3 september 2014                          | Duitsland – Argentinië                    | 2 – 4                                     | Vriendschappelijk                         |                                           |                                           |
| 37.                                       | 7 september 2014                          | Duitsland – Schotland                     | 2 – 1                                     | Kwalificatie EK 2016                      |                                           |                                           |
| 38.                                       | 11 oktober 2014                           | Polen – Duitsland                         | 2 – 0                                     | Kwalificatie EK 2016                      |                                           |                                           |
| 39.                                       | 14 oktober 2014                           | Duitsland – Ierland                       | 1 – 1                                     | Kwalificatie EK 2016                      |                                           |                                           |
| 40.                                       | 14 november 2014                          | Duitsland – Gibraltar                     | 4 – 0                                     | Kwalificatie EK 2016                      | 38'                                       |                                           |
| 41.                                       | 18 november 2014                          | Spanje – Duitsland                        | 0 – 1                                     | Vriendschappelijk                         |                                           |                                           |
| 42.                                       | 25 maart 2015                             | Duitsland – Australië                     | 2 – 2                                     | Vriendschappelijk                         |                                           |                                           |
| 43.                                       | 29 maart 2015                             | Georgië – Duitsland                       | 0 – 2                                     | Kwalificatie EK 2016                      |                                           |                                           |
| 44.                                       | 10 juni 2015                              | Duitsland – Verenigde Staten              | 1 – 2                                     | Vriendschappelijk                         | 12'                                       |                                           |
| 45.                                       | 13 juni 2015                              | Gibraltar – Duitsland                     | 0 – 7                                     | Kwalificatie EK 2016                      |                                           |                                           |
| 46.                                       | 4 september 2015                          | Duitsland – Polen                         | 3 – 1                                     | Kwalificatie EK 2016                      | 19', 82'                                  |                                           |
| 47.                                       | 7 september 2015                          | Schotland – Duitsland                     | 2 – 3                                     | Kwalificatie EK 2016                      |                                           |                                           |
| 48.                                       | 8 oktober 2015                            | Ierland – Duitsland                       | 1 – 0                                     | Kwalificatie EK 2016                      |                                           |                                           |
| 49.                                       | 26 maart 2016                             | Duitsland – Engeland                      | 2 – 3                                     | Vriendschappelijk                         |                                           |                                           |
| 50.                                       | 29 maart 2016                             | Duitsland – Italië                        | 4 – 1                                     | Vriendschappelijk                         | 45'                                       |                                           |
| 51.                                       | 29 mei 2016                               | Duitsland – Slowakije                     | 1 – 3                                     | Vriendschappelijk                         |                                           |                                           |
| 52.                                       | 4 juni 2016                               | Duitsland – Hongarije                     | 2 – 0                                     | Vriendschappelijk                         |                                           |                                           |
| 53.                                       | 12 juni 2016                              | Duitsland – Oekraïne                      | 2 – 0                                     | EK 2016                                   |                                           |                                           |
| 54.                                       | 16 juni 2016                              | Duitsland – Polen                         | 0 – 0                                     | EK 2016                                   |                                           |                                           |
| 55.                                       | 21 juni 2016                              | Noord-Ierland – Duitsland                 | 0 – 1                                     | EK 2016                                   |                                           |                                           |
| 56.                                       | 7 juli 2016                               | Duitsland – Frankrijk                     | 0 – 2                                     | EK 2016                                   |                                           |                                           |
| Als speler bij Borussia Dortmund          |                                           |                                           |                                           |                                           |                                           |                                           |
| 57.                                       | 31 augustus 2016                          | Duitsland – Finland                       | 2 – 0                                     | Vriendschappelijk                         |                                           |                                           |
| 58.                                       | 4 september 2016                          | Noorwegen – Duitsland                     | 0 – 3                                     | Kwalificatie WK 2018                      |                                           |                                           |
| 59.                                       | 8 oktober 2016                            | Duitsland – Tsjechië                      | 3 – 0                                     | Kwalificatie WK 2018                      |                                           |                                           |
| 60.                                       | 11 oktober 2016                           | Duitsland – Noord-Ierland                 | 2 – 0                                     | Kwalificatie WK 2018                      |                                           |                                           |
| 61.                                       | 11 november 2016                          | San Marino – Duitsland                    | 0 – 8                                     | Kwalificatie WK 2018                      |                                           |                                           |
| 62.                                       | 15 november 2016                          | Italië – Duitsland                        | 0 – 0                                     | Vriendschappelijk                         |                                           |                                           |
| 63.                                       | 14 november 2017                          | Duitsland – Frankrijk                     | 2 – 2                                     | Vriendschappelijk                         |                                           |                                           |
| 64.                                       | 23 november 2022                          | Duitsland – Japan                         | 1 – 2                                     | WK 2022                                   |                                           |                                           |
| 65.                                       | 1 december 2022                           | Costa Rica – Duitsland                    | 2 – 4                                     | WK 2022                                   |                                           |                                           |

Bijgewerkt op 2 december 2022.

## Erelijst
| Competitie                           |                   |                            |                   |                   |
| Competitie                           | Aantal            | Jaren                      |                   |                   |
| Borussia Dortmund                    | Borussia Dortmund | Borussia Dortmund          | Borussia Dortmund | Borussia Dortmund |
| ------------------------------------ | ----------------- | -------------------------- | ----------------- | ----------------- |
| Bundesliga                           | 2x                | 2010/11, 2011/12           |                   |                   |
| DFB-Pokal                            | 2x                | 2011/12, 2016/17           |                   |                   |
| DFL-Supercup                         | 1x                | 2019                       |                   |                   |
| Bayern München                       |                   |                            |                   |                   |
| UEFA Super Cup                       | 1x                | 2013                       |                   |                   |
| FIFA Club World Cup                  | 1x                | 2013                       |                   |                   |
| Bundesliga                           | 3x                | 2013/14, 2014/15 , 2015/16 |                   |                   |
| DFB-Pokal                            | 2x                | 2013/14, 2015/16           |                   |                   |
| PSV                                  |                   |                            |                   |                   |
| KNVB Beker                           | 1x                | 2021/22                    |                   |                   |
| Johan Cruijff Schaal                 | 1x                | 2021                       |                   |                   |
| Duitsland onder 17                   |                   |                            |                   |                   |
| UEFA Europees kampioenschap onder 17 | 1x                | 2009                       |                   |                   |
| Duitsland                            |                   |                            |                   |                   |
| FIFA WK                              | 1x                | 2014                       |                   |                   |

## Privé
Götze is getrouwd met lingeriemodel Ann-Kathrin Brömmel sinds 2018. Ze hebben samen een zoon (2020) en een dochter (2023)
1 Trapp  ·
3 Theate ·
4 Koch ·
5 Amenda ·
6 Højlund ·
8 Chaïbi ·
9 Matanović ·
11 Ekitike ·
13 Kristensen ·
15 Skhiri ·
16 Larsson ·
17 Wahi ·
18 Dahoud ·
19 Bahoya ·
20 Uzun ·
21 Brown ·
22 Chandler ·
23 Lisztes ·
26 Ebimbe ·
27 Götze ·
28 Wenig ·
29 Nkounkou ·
30 Batshuayi ·
33 Grahl ·
34 Collins ·
35 Tuta ·
36 Knauff ·
38 Bekir Is ·
40 Santos ·
44 Bautista ·
45 Loune ·
47 Fenyő ·
Coach: Toppmöller
· Keeperstrainer: Zimmermann
1 Neuer ·
2 Gündoğan ·
3 Schmelzer ·
4 Höwedes ·
5 Hummels ·
6 Khedira ·
7 Schweinsteiger ·
8 Özil ·
9 Schürrle ·
10 Podolski ·
11 Klose ·
12 Wiese ·
13 Müller ·
14 Badstuber ·
15 Bender ·
16 Lahm  ·
17 Mertesacker ·
18 Kroos ·
19 Götze ·
20 Boateng ·
21 Reus ·
22 Zieler ·
23 Gómez ·
Coach: Löw
1 Neuer ·
2 Großkreutz ·
3 Ginter ·
4 Höwedes ·
5 Hummels ·
6 Khedira ·
7 Schweinsteiger ·
8 Özil ·
9 Schürrle ·
10 Podolski ·
11 Klose ·
12 Zieler ·
13 Müller ·
14 Draxler ·
15 Durm ·
16 Lahm  ·
17 Mertesacker ·
18 Kroos ·
19 Götze ·
20 Boateng ·
21 Mustafi ·
22 Weidenfeller ·
23 Kramer ·
Coach: Löw
1 Neuer ·
2 Mustafi ·
3 Hector ·
4 Höwedes ·
5 Hummels ·
6 Khedira ·
7 Schweinsteiger  ·
8 Özil ·
9 Schürrle ·
10 Podolski ·
11 Draxler ·
12 Leno ·
13 Müller ·
14 Emre Can ·
15 Weigl ·
16 Tah ·
17 Boateng ·
18 Kroos ·
19 Götze ·
20 Sané ·
21 Kimmich ·
22 Ter Stegen ·
23 Gómez ·
Coach: Löw
1 Neuer  ·
2 Rüdiger ·
3 Raum ·
4 Ginter ·
5 Kehrer ·
6 Kimmich ·
7 Havertz ·
8 Goretzka ·
9 Füllkrug ·
10 Gnabry ·
11 Götze ·
12 Trapp ·
13 Müller ·
14 Musiala ·
15 Süle ·
16 Klostermann ·
17 Brandt ·
18 Hofmann ·
19 Sané ·
20 Günter ·
21 Gündoğan ·
22 Ter Stegen ·
23 Schlotterbeck ·
24 Adeyemi ·
25 Bella-Kotchap ·
26 Moukoko ·
Coach: Flick